# Runzelschorfartige
Die Runzelschorfartigen (Rhytismatales) sind eine Ordnung der Schlauchpilze. Die Arten leben parasitisch auf Pflanzen.

## Merkmale
Die sexuellen Formen (Teleomorphe) bilden Apothecien als Fruchtkörper, deren Excipulum reduziert ist. Der Fruchtkörper entwickelt sich innerhalb des Stroma, dieses ist wiederum im Wirtsgewebe eingesenkt. Das Hymenium gelangt ins Freie, indem Wirts- und Pilzgewebe mit Längsschlitzen aufspringen. Bei Cudonia und Spathularia entwickeln sich die Fruchtkörper auf dem Boden und ähneln morphologisch denen der Helotiales. Die Asci sind dünnwandig, haben eine undifferenzierte Spitze (Apex) und sind nicht amyloid. Die Ascosporen besitzen häufig eine gallertartige Scheide oder Anhänge.
Die asexuellen Formen (Anamorphe) sind meist Leptostroma-ähnlich: Die Konidien werden an sich ständig vermehrenden konidiogenen Zellen gebildet.

## Systematik
Die Gattungs- und Familienumschreibungen sind in weiten Bereichen künstlich, ausreichende Studien für eine Neugliederung stehen jedoch noch aus. Es gibt drei Familien sowie neun Gattungen, die keiner Familie zugeordnet sind (incertae sedis):
- Kreislingsverwandte (Cudoniaceae) mit 2 Gattungen
  - Kreislinge (Cudonia) mit 20 Arten
  - Spatelinge (Spathularia) mit zehn Arten

- Runzelschorfverwandte (Rhytismataceae) mit 52 Gattungen
  - Bifusella mit neun Arten
  - Bifusepta mit nur einer Art
  - Bivallum mit sieben Arten
  - Canavirgella mit nur einer Art
  - Cavaraella mit nur einer Art
  - Ceratophacidium mit nur einer Art
  - Cerion mit zwei Arten
  - Coccomyces mit 119 Arten
  - Schildbecherlinge (Colpoma) mit 14 Arten
    - Eichen-Schildbecherling (Colpoma quercinum)

  - Criella mit zwei Arten
  - Cryptomyces mit drei Arten
  - Davisomycella mit elf Arten
  - Discocainia mit vier Arten
  - Duplicaria mit nur einer Art
  - Duplicariella mit nur einer Art
  - Elytroderma mit drei Arten
  - Gelineostroma mit zwei Arten
  - Heufleria mit zwei Arten
  - Hypoderma mit 56 Arten
  - Hypodermella mit drei Arten
  - Hypodermellina mit nur einer Art
  - Hypohelion mit vier Arten
  - Lasiostictella mit nur einer Art
  - Ritzenschorfe (Lirula) mit 12 Arten
  - Lophodermella mit neun Arten
  - Spaltlippen (Lophodermium) mit 185 Arten
  - Macroderma mit zwei Arten
  - Meloderma mit fünf Arten
  - Moutoniella mit nur einer Art
  - Mycomelanea mit nur einer Art
  - Myriophacidium mit sechs Arten
  - Nematococcomyces mit zwei Arten
  - Neophacidium mit zwei Arten
  - Nothorhytisma mit nur einer Art
  - Parvacoccum mit nur einer Art
  - Phaeophacidium mit drei Arten
  - Ploioderma mit acht Arten
  - Propolidium mit 15 Arten
  - Pseudographis mit zehn Arten
  - Pseudorhytisma mit nur einer Art
  - Pureke mit nur einer Art
  - Runzelschorfe (Rhytisma) mit 30 Arten
    - Ahorn-Runzelschorf (Rhytisma acerinum)

  - Soleella mit sieben Arten
  - Sporomega mit nur einer Art
  - Terriera mit 34 Arten
  - Therrya mit sieben Arten
  - Triblidiopsis mit fünf Arten
  - Virgella mit nur einer Art
  - Vladracula mit zwei Arten
  - Xyloschizon mit zwei Arten
  - Zeus mit nur einer Art Zeus olympius

- Triblidiaceae
  - Huangshania mit zwei Arten
  - Triblidium mit 13 Arten

Rhytismatales: Gattungen mit unsicherer Stellung
- - Apiodiscus mit nur einer Art
  - Bonanseja mit nur einer Art
  - Didymascus mit zwei Arten
  - Haplophyse mit nur einer Art
  - Irydyonia mit nur einer Art
  - Laquearia mit zwei Arten
  - Mycosymbioces mit nur einer Art
  - Nymanomyces mit zwei Arten
  - Pseudotrochila mit nur einer Art